# Lissonota angusta
Lissonota angusta är en stekelart som beskrevs av Taschenberg 1863. Lissonota angusta ingår i släktet Lissonota och familjen brokparasitsteklar. Inga underarter finns listade i Catalogue of Life.